# Microregione di Tobias Barreto
Tobias Barreto è una microregione dello Stato del Sergipe in Brasile appartenente alla mesoregione dell'Agreste Sergipano.

## Comuni
Comprende 3 comuni:
- Poço Verde
- Simão Dias
- Tobias Barreto